# Северо-Западный Дели
Северо-Западный Дели (англ. North West Delhi) — округ на северо-западе Дели (Национальной столичной территории Дели).
Округ преимущественно жилой, также здесь находится большое число торговых и деловых центров, офисы многих компаний, зоны развлечений.